# Carlos Roberto Aguirre Fuentes
Carlos Roberto Aguirre Fuentes (7 de junio de 1924 - 20 de febrero de 2018) fue médico empírico y político guatemalteco. Se desempeñó como alcalde de Esquipulas después de 1954 y en 1962.

## Biografía
Nació 7 de junio de 1924 en la ciudad de Esquipulas del departamento de Chiquimula. Fue alcalde de Esquipulas dos veces; una en los años 50 después del golpe de Estado de 1954 y la segunda vez fue en abril de 1962 durante el gobierno de Miguel Ydígoras Fuentes. Entre sus obras destaca el primer sistema de alcantarillado sanitario sobre la «Calle Real» y el boulevard Liberación que años más tarde fue rebautizado con el nombre de Boulevard de las Américas.
Se le apodo como «El doctor de los pobres» ya que al ser un médico empírico atendió a la comunidad tuviese o no para pagar sus atenciones.
Fue padre de seis hijos, uno de ellos es doctor.
En los años 70, salió como extra junto con su familia en la película El Cristo de los Milagros filmada en Esquipulas y dirigida por el cineasta guatemalteco Rafael Lanuza.
Falleció el 20 de febrero de 2018 en Santa Lucia Milpas Altas en el departamento de Sacatepéquez.

## Filmografía
| Año  | Título                    | Personaje | Director      |
| ---- | ------------------------- | --------- | ------------- |
| 1975 | El Cristo de los Milagros | Extra     | Rafael Lanuza |